# هیوجونگ
هیوجونگ (به انگلیسی: Hyojung) با نام اصلی چوی هیو-جونگ (به انگلیسی: Choi Hyo-jung) (زاده ۲۸ ژوئیهٔ ۱۹۹۴) خواننده اهل کره جنوبی است.او عضو گروه اوه مای گرل است.